# Virginia Fox
Virginia Fox (Wheeling, 2 de abril de 1902 - Palm Springs, 14 de outubro de 1982) foi uma atriz estadunidense. Seu marido, Darryl F. Zanuck, foi co-fundador da 20th Century-Fox e por várias décadas um dos chefes de estúdio mais poderosos de Hollywood.

## Filmografia
| Ano  | Título             | Papel                        | Nota(s)      |
| ---- | ------------------ | ---------------------------- | ------------ |
| 1915 | A Submarine Pirate |                              |              |
| 1920 | Down on the Farm   | sem créditos                 |              |
| 1920 | Neighbors          | A noiva                      |              |
| 1921 | The Haunted House  | Filha do Presidente do Banco |              |
| 1921 | Hard Luck          | Virginia                     |              |
| 1921 | The Goat           | Filha do chefe               |              |
| 1921 | The Playhouse      | Gêmea                        | sem créditos |
| 1922 | The Paleface       | Donzela indiana              | sem créditos |
| 1922 | Cops               | Filha do prefeito            |              |
| 1922 | The Blacksmith     | Amazona                      |              |
| 1922 | The Electric House | Girl                         | Uncredited   |
| 1923 | The Love Nest      | a garota                     |              |
| 1926 | The Caveman        | Garota festeira              |              |